# 160. østlige længdekreds
Den 160. østlige længdekreds (eller 160 grader østlig længde) er en længdekreds, der ligger 160 grader øst for nulmeridianen. Den løber gennem Ishavet, Asien, Stillehavet, det Sydlige Ishav og Antarktis.